# Amersfoort Untouchables
Gli Amersfoort Untouchables sono stati una squadra di football americano di Amersfoort, nei Paesi Bassi.

## Storia
La squadra è stata fondata nel 2004 e ha partecipato alla EFAF Atlantic Cup. Ha chiuso nel 2018 per mancanza di giocatori.

## Dettaglio stagioni

### Tornei nazionali

#### Eerste Divisie
| Stagione | regular season | regular season | regular season | regular season | regular season | regular season | playoff | playoff | playoff | playoff | playoff | playoff   | playoff    |
|          | Vin            | Par            | Per            | Tot            | PF             | PS             | Vin     | Per     | Tot     | PF      | PS      | risultato | avversaria |
| -------- | -------------- | -------------- | -------------- | -------------- | -------------- | -------------- | ------- | ------- | ------- | ------- | ------- | --------- | ---------- |
| 2018     | 3              | 0              | 7              | 10             | 71             | 221            | -       | -       | -       | -       | -       | -         | -          |
| Totale   | 3              | 0              | 7              | 10             | 71             | 221            | -       | -       | -       | -       | -       |           |            |

Fonti:  Sito Eurobowl.info (archiviato dall'url originale il 19 ottobre 2017).

### Tornei internazionali

#### EFAF Atlantic Cup
| Stagione | regular season | regular season | regular season | regular season | regular season | regular season | playoff | playoff | playoff | playoff | playoff | playoff     | playoff         |
|          | Vin            | Par            | Per            | Tot            | PF             | PS             | Vin     | Per     | Tot     | PF      | PS      | risultato   | avversaria      |
| -------- | -------------- | -------------- | -------------- | -------------- | -------------- | -------------- | ------- | ------- | ------- | ------- | ------- | ----------- | --------------- |
| 2013     | -              | -              | -              | -              | -              | -              | 0       | 2       | 2       | 6       | 37      | Terzo posto | Brussels Tigers |
| Totale   | -              | -              | -              | -              | -              | -              | 0       | 2       | 2       | 6       | 37      |             |                 |

Fonti:  Sito Eurobowl.info (archiviato dall'url originale il 19 ottobre 2017).

### Riepilogo fasi finali disputate
| Anno           | Luogo    | Evento            | Fase del torneo      | Incontro                                  | Risultato |
| 30 giugno 2013 | Tallaght | EFAF Atlantic Cup | Finale 3º - 4º posto | Brussels Tigers - Amersfoort Untouchables | 7 - 0     |

## Palmarès
- 1 Runners-Up Bowl (2010)